# 中国国际日用消费品博览会
中国国际日用消费品博览会简称消博会，是由中华人民共和国商务部和浙江省人民政府主办的中国大陆规模最大的日用消费品专业博览会。消博会于2002年起在浙江省宁波市与浙江投资贸易洽谈会（浙洽会）同时举办，截至2011年年底，共举办10届，在中国大陆有影响力。

## 会徽和吉祥物

消博会吉祥物

消博会会徽为全国范围内征集得到，造型为代表五大洲的五个人形，突出展会的国际性。同时排列成皇冠状，以体现展会的档次。
消博会吉祥物为“拨浪鼓”的卡通形象。该形象设计于2003年，为中国大陆首个会展吉祥物。吉祥物通过表现过去浙江小商贩走街串巷的吆喝工具体现艰苦创业，闯荡商海的精神。从2004年至2010年，消博会吉祥物在原有基础上经过多次修改，逐年不同。自2011年起，吉祥物改回2003年发布时的标准版，并将沿用下去。